# 瑜伽洞

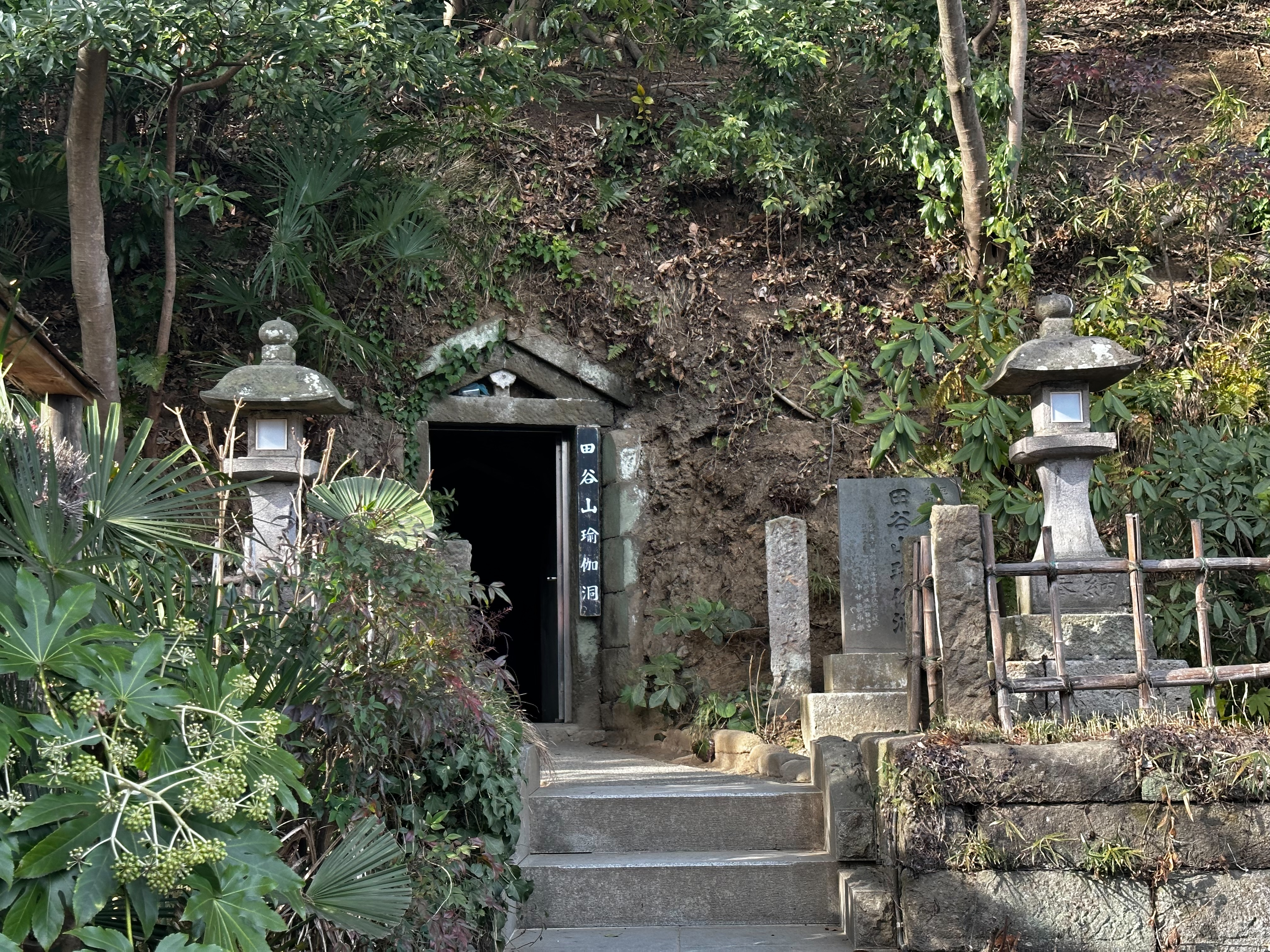
瑜伽洞の入り口

瑜伽洞（ゆがどう）は神奈川県横浜市栄区田谷町1501の真言宗大覚寺派田谷山定泉寺境内にある人工洞窟である。瑜伽洞が正式名称だが、一般には「田谷の洞窟」（たやのどうくつ）と呼ばれている。瑜伽とは密教用語である。1990年（平成2年）11月1日に横浜市登録地域文化財の「地域史跡」に登録されている。

## 洞窟の概要
洞窟は定泉寺本堂の裏手にある小さな舌状台地の地下にあり、上中下の三段構造で途中道がいくつも枝分かれしている。内部には行者道という順路が定められており、これから外れた道には入ることができないようになっているため道に迷うことはない。一部封鎖されている場所があるのは、ただ単に道が崩れていて危険であるという理由と宗教的な理由とがある。行者道に沿って電灯が設置されており、行者道に関しては足元もきちんと整備されている。
洞窟は10個前後の広い空間を通路で結ぶような形で作られているが、この広い空間や通路の壁面や天井には曼荼羅、十八羅漢、刈萱道心の仏教説話などが彫られている。また西国三十三所、坂東三十三箇所、秩父三十四箇所、四国八十八箇所の壁画は、それらをすべて回ることで巡礼したことの代替とするものである。さらに、足柄山の金太郎を描いたものなど庶民的ともいえる彫り物もある。洞内には音無川などいくつもの水が流れており、やわらかい地層の中にこれらの彫り物が保たれているのはこの湿気のためである。洞内には仏像などが安置されてもいる。瑜伽洞は現在でも住僧や一般からの希望者による修行の場であり、厳粛な宗教空間となっている。
上記の通り、内部には崩壊がおきているため正確なところは明らかではないが、この洞窟の全長はおよそ1キロメートルほどと推定されている。測定可能な部分については全長が約540メートルであることが判っている。また内部の気温は季節を問わず16℃前後となっている。
毎日午前9時から午後4時半までが拝観時刻である。拝観には定泉寺の受付に拝観料（大人400円）を納める。洞窟内には電灯が整備されているが仄暗いため、受付で蝋燭をもらいそれを点して洞窟に入る。

## 定泉寺と洞窟の歴史
定泉寺は1532年（天文元年）に鶴岡二十五坊相承院の僧・快元の門弟・隆継により建立されたと伝わっているが、瑜伽洞の歴史はそれよりも古く、その原型は古墳時代の横穴墓ないし横穴を用いた住居跡であるとも言われている。
伝説では和田義盛の3男朝比奈義秀が弁才天を祀っていて、1213年（建暦3年）に起きた和田合戦で義秀がこの洞窟（「厄除大師」とよばれるスポット）を伝って落ち延びたという。また鎌倉幕府滅亡の際にも、落武者が逃れたという。裏山にそれに関連するともいう十三塚がある。近隣の御霊神社にまで洞窟が伸びていたともいわれる。これらの当否はともかく、鎌倉時代に真言密教の修行場として開鑿されたのが直接の起源である。その後江戸時代には洞門が閉ざされるなど、洞窟は寂れてしまった。しかしさらにその後の天保年間、洞内に流れる音無川の水を田谷地区の灌漑に活かそうということになり、再びこの洞窟の開鑿が開始され、同時に修行場としての整備も再開されることとなった。明治初期の廃仏毀釈運動の影響でこのときもしばらく洞門が閉じられ、また関東大震災ではこの洞窟に関する史料が散逸するなど被害を受けたが、1927年（昭和2年）には洞窟が一般に公開されるようになり現在に至っている。
1990年（平成2年）11月1日、横浜市登録地域文化財に登録された。
定泉寺は、当初、鶴岡二十五坊の道場であったのが、近世には鳥山三会寺（現在の横浜市港北区）末となり、そのまま高野山真言宗に属していた。第二次世界大戦後、同じ古義真言宗の系統である真言宗大覚寺派に転じている。
- 山門

## アクセス
定泉寺からすぐの「洞窟前」または「田谷」バス停留所へは、JR大船駅西口や戸塚駅から路線バスが頻繁に出ている。
鎌倉観光のガイド本では、番外に位置づけられることも多いが、当地は1939年（昭和14年）に横浜市に編入されるまでは鎌倉郡の所属であった。